# Кабатник, Мартин
Мартин Кабатник (чеш. Martin Kabátník; 1428 — 2 февраля 1503, Литомишль) — чешский путешественник и писатель

 XV века.
Был послан гуситской братской общиной «Чешские братья» на Восток, чтобы выяснить, какая из церквей сохранила первоначальный христианский характер в чистейшем виде. Для этого Кабатник отправился в Малую Азию, Иерусалим и Египет. Его путь пролегал через Моравию, Силезию, Краков, Львов, Стамбул и Дамаск. Вернувшись на родину, он написал: «Cestopis do Krajin vychodnich» и умер в 1503. «Путешествие» Кабатника было издано в первый раз в 1518 и позже перепечатывалось много раз.